# Noël Vidot
Noël Vidot (ur. 15 grudnia 1962 w Saint-Denis) – reunioński piłkarz, grający na pozycji pomocnika, trener piłkarski.

## Kariera piłkarska

### Kariera klubowa
Wychowanek klubu INF Vichy, w której rozpoczął w 1980 karierę piłkarską. Do 1993 występował we francuskich klubach Le Havre AC, Nîmes Olympique, Stade Lavallois, Le Mans FC.

## Kariera trenerska
Po zakończeniu kariery piłkarza rozpoczął pracę szkoleniową. Trenował kilka reuniońskich klubów, w tym CS Saint-Denis, US Cambuston, AS Chaudron i Saint-Denis FC. W 2007 prowadził narodową reprezentację Reunionu. W 2010 pracował na stanowisku głównego trenera AS Marsouins.

## Sukcesy i odznaczenia

### Sukcesy klubowe
- mistrz Francuskiej Ligue 2: 1985 (z Le Havre AC)

### Sukcesy trenerskie
- mistrz Igrzysk Wysp Oceanu Indyjskiego: 2007 (z reprezentacją Reunionu)
- zdobywca Coupe D.O.M.: 1996 (z CS Saint Denis)